# 8693 Matsuki
8693 Matsuki eller 1992 WH1 är en asteroid i huvudbältet som upptäcktes den 16 november 1992 av de båda japanska astronomerna Kazuro Watanabe och Kin Endate vid Kitami-observatoriet. Den är uppkallad efter den japanske amatörastronomen Noboru Matsuki.
Asteroiden har en diameter på ungefär 6 kilometer.